# NGC 528
NGC 528 est une galaxie lenticulaire située dans la constellation d'Andromède. Sa vitesse par rapport au fond diffus cosmologique est de 4 429 ± 24 km/s, ce qui correspond à une distance de Hubble de 65,3 ± 4,6 Mpc (∼213 millions d'al). NGC 528 a été découverte par l'astronome prussien Heinrich d'Arrest en 1865.
À ce jour, deux mesures non basées sur le décalage vers le rouge (redshift) donnent une distance de 73,400 ± 1,414 Mpc (∼239 millions d'al), ce qui est légèrement à l'extérieur des valeurs de la distance de Hubble. Notons cependant que c'est avec la valeur moyenne des mesures indépendantes, lorsqu'elles existent, que la base de données NASA/IPAC calcule le diamètre d'une galaxie et qu'en conséquence le diamètre de NGC 528 pourrait être d'environ 34,2 kpc (∼112 000 al) si on utilisait la distance de Hubble pour le calculer.

## Groupe de NGC 507
NGC 528 fait partie du groupe de NGC 507. Ce vaste groupe comprend au  moins 42  galaxies dont 21 figurent au catalogue NGC et 5 au catalogue IC. Quatre membres de ce groupe sont aussi des galaxies de Markarian. La plus brillante de ces galaxies est NGC 507 et la plus grosse NGC 536.